# Гематосаливарный барьер
Гематосаливарный барьер (ГСБ) — биологический барьер, состоящий из слоёв эпителиальных клеток слизистой оболочки полости рта и слюнных желёз и обеспечивающий физиологическое разделение кровеносных сосудов и слюны в полости рта.

## Структура
ГСБ в основном образован эндотелиальными клетками, выстилающими кровеносные сосуды, и эпителиальными клетками, выстилающими слизистую оболочку полости рта, а также имеет слой соединительной ткани . Эпителиальные клетки барьера присутствуют в десновом эпителии (выстилающем десны) и соединительном эпителии (окружающем зубы у их основания, где они выходят из дёсен).
Кроме того, гематосаливарный барьер включает в себя акинусы и протоки слюнных желёз, которые отделяют слюну от крови и регулируют её состав и секрецию.
Акинусы — это кластеры секреторных клеток, окружённых миоэпителиальными клетками, которые сокращаются и выталкивают слюну в протоки.
Протоки — это трубчатые структуры, которые соединяют акинусы с полостью рта. Протоки имеют два типа эпителия: промежуточный и стрированный.
Промежуточный эпителий состоит из кубических клеток, которые могут реабсорбировать натрий и хлорид из слюны и секретировать калий и бикарбонат.
Стрированный эпителий состоит из цилиндрических клеток, которые имеют многочисленные митохондрии и белковые гранулы, которые участвуют в транспорте ионов и воды.

## Функция
ГСБ представляет собой защитный механизм, который помогает поддерживать целостность и стабильность крови и предотвращает обмен некоторых веществ между кровотоком и слюной, таких как электролиты, низкомолекулярные белки, продукты метаболизма и специфические/неспецифические факторы защиты.
ГСБ также играет роль в механизмах иммунной защиты в полости рта. Иммунные клетки, такие как макрофаги и лимфоциты, содержатся в слое соединительной ткани под барьером.
Слюнные железы являются хорошо перфузируемыми органами благодаря наличию многочисленных артерио-венозных анастомозов со сфинктерами. Когда эти сфинктеры закрываются, это увеличивает давление в капиллярах слюнных желёз, облегчая перемещение различных метаболитов из просвета капилляров в секреторные эпителиальные клетки для образования слюны. Слюнные железы проявляют высокую избирательность в своей деятельности, что подтверждает функционирование барьера, регулирующего её проницаемость в ответ на физиологические или патологические изменения внутри организма. Проникновение веществ через барьер в основном происходит посредством простой пассивной диффузии (парацеллюлярной), активного транспорта или эндоцитоза, что в первую очередь определяется липофильностью, зарядом и размером транспортируемых веществ. Считается, что белковые вещества в основном транспортируются через слизистую оболочку посредством параклеточного механизма, которому способствует пассивная диффузия.
Проницаемость ГСБ изменяется под влиянием вегетативной нервной системы и гуморальных факторов.

## Клиническое значение
Модели ГСБ in vitro используются для исследования и понимания транспорта слюнных биомаркеров из крови в слюну.
Способность ГСБ предотвращать транспорт одних молекул из крови в слюну, одновременно обеспечивая транспорт других, имеет практическое применение при измерении уровней несвязанных («свободных») стероидов и обладающих биологической активностью. Примером такой молекулы является кортизол, который является липофильным и транспортируется связанным с транскортином (также известным как кортикостероидсвязывающий глобулин) и альбумином, в то время как лишь небольшая часть общего сывороточного кортизола несвязана и обладает биологической активностью. Это связывание кортизола с транскортином осуществляется посредством гидрофобных взаимодействий, при которых кортизол связывается в соотношении 1:1. Анализы сывороточного кортизола измеряют общий уровень кортизола, и такие результаты могут вводить в заблуждение пациентов с изменённой концентрацией белка в сыворотке. Тест на кортизол в слюне позволяет избежать этой проблемы, поскольку только свободный кортизол может пройти через барьер из-за того, что частицы транскортина слишком велики, чтобы пройти через барьер.

## История
Ключевой вехой в изучении ГСБ в медицине стало введение в 1929 году концепции «гистогематологических барьеров», советский физиолог Л. С. Штерн, подчеркнувшая их пластичность и способность регулировать гомеостаз внутренней среды посредством взаимодействия с экзогенными и эндогенными физиологическими факторами. Работая в Женевском университете, Штерн вместе с коллегой Раймоном Готье опубликовала серию исследований, демонстрирующих существование гематоэнцефалического барьера. В статье 1934 года Штерн также ввела понятия барьерной селективности и барьерной устойчивости, понимая, что гематоэнцефалический барьер избирательно позволяет определённым веществам проникать в мозг и защищает внутреннюю среду мозга от среды крови. Изучение гематоэнцефалического барьера способствовало последующим исследованиям других анатомических барьеров. Значительное место в понимании барьерных механизмов занимает гематоплацентарный барьер, существующий между материнской кровью и тканями плода. В результате обширных исследований гематосаливарный барьер был впервые описан в 1977 году советским врачом Ю. А. Петровичем как «гематосаливарный барьер».

## Направления исследований
В последние годы достигнут значительный прогресс в изучении различных аспектов барьерной функции крови и слюны с использованием передовых инструментов, таких как методы молекулярной биологии, конфокальная микроскопия, методы иммунофлуоресцентного окрашивания и анализы трансклеточной миграции. Эти исследования проясняют клеточные взаимодействия, участвующие в создании плотных соединений между эндотелиальными клетками, выстилающими капилляры внутри слюнных желёз.
Кроме того, экспериментальные модели с использованием клеточных культур продемонстрировали потенциальное применение подходов тканевой инженерии, направленных на разработку искусственных слюнных желёз или улучшение лечения состояний, связанных с пониженным слюноотделением.